# Lo spettro e il conciaossa
Lo spettro e il conciaossa (The Ghost and the Bone-Setter; pubblicato in Italia anche col titolo Il fantasma e il conciaossa e Lo spettro e il conciaossi) è un racconto dell'autore irlandese Sheridan Le Fanu del 1838, il primo ad essere stato pubblicato su rivista.

## Storia editoriale
Il racconto fu pubblicato inizialmente nel 1838 sul Dublin University Magazine, cosa che segnò anche l'inizio della collaborazione dell'autore con tale rivista. Nel 1880, sette anni dopo la morte dell'autore, fu incluso nell'antologia The Purcell Papers, assieme ad altri racconti che nella finzione letteraria scaturivano dalle carte del parroco fittizio Francis Purcell.
La prima apparizione italiana risale al 1983, tradotto appositamente per l'antologia Racconti fantastici dell'Ottocento curata da Italo Calvino. Fu poi ristampato in altre raccolte, anche con altre traduzioni.

## Trama
L'autore dichiara di aver letto, nelle carte del suo defunto amico Francis Purcell che era stato per molti anni parroco in Irlanda, il racconto di Terry Neil, fittavolo di uno squire e bravissimo nell'aggiustare le ossa rotte.
Durante un'assenza del proprietario, Terry Neil ed altri affittuari furono invitati a presidiare il castello, che si diceva infestato dal fantasma del nonno dello squire, uso ad uscire di notte dal quadro in cui era ritratto e a mettere in disordine le stanze. Nel corso della notte lo spettro scese effettivamente dalla cornice e, messosi a parlare con Terry (per nulla spaventato dall'apparizione), gli chiese di aggiustargli una gamba che gli doleva, poiché gli altri morti del camposanto costringevano lui, in quanto ultimo defunto ad esservi stato sepolto, a fare lunghi tragitti a piedi per portar loro da bere.
Terry tirò così forte che la gamba dell'antico signore si staccò. L'indomani mattina fu trovato addormentato, abbracciato alla gamba di un tavolino.

## Edizioni
- (EN) Joseph Sheridan Le Fanu, The Ghost and the Bone-Setter, in Dublin University Magazine, 1838.
- Joseph Sheridan Le Fanu, Lo spettro e il conciaossa, in Italo Calvino (a cura di), Racconti fantastici dell'Ottocento, traduzione di Ettore Capriolo, I. Il fantastico visionario, collana Oscar classici n. 20, Milano, Mondadori, 1983,  pp. 276-285.
- Joseph Sheridan Le Fanu, Lo spettro e il conciaossa, in I misteri dio padre Purcell, collana Oscar, traduzione di Giuseppe Lippi, n. 1965, Milano, Mondadori, 1987, ISBN 8804302720.
- Joseph Sheridan Le Fanu, Lo spettro e il conciaossi, in Fantasmi & C., traduzione di Francesca Lazzarato, Juvenilia, 1988.
- Joseph Sheridan Le Fanu, Lo spettro e il conciaossa, in Carmilla, collana Il Giallo Classico, traduzione di Roberta Formenti, n. 17, Garden Editoriale, 1990.
- Joseph Sheridan Le Fanu, Lo spettro e il conciaossa, in Racconti del soprannaturale, collana I Segni, traduzione di Ottavio Fatica, n. 57, Edizioni Theoria, 1990, ISBN 8824102069.
- Joseph Sheridan Le Fanu, Lo spettro e il conciaossa, in Racconti fantastici, collana Il Deltaplano, traduttore non indicato, Brescia, La Scuola, 1990, ISBN 8835082269.
- Joseph Sheridan Le Fanu, Lo spettro e il conciaossa, in Racconti del soprannaturale, collana Biblioteca di letteratura fantastica, traduzione di Ottavio Fatica, n. 9, Edizioni Theoria, 1991, ISBN 8824102417.
- Joseph Sheridan Le Fanu, Lo spettro e il conciaossa, in Carmilla la fanciulla vampiro, collana I classici del mistero, traduzione di Chiara Belliti, Milano, Mondadori, 1993, ISBN 8804377127.
- Joseph Sheridan Le Fanu, Lo spettro e il conciaossa, in Racconti fantastici italiani e stranieri, collana Leggere narrativa, traduzione di Ettore Capriolo, Messina, Principato, 1994, ISBN 8841618116.
- Joseph Sheridan Le Fanu, Il fantasma e il conciaossa, in Gianni Pilo e Sebastiano Fusco (a cura di), Fantasmi irlandesi, collana Tascabili Economici Newton, traduzione di Gianni Pilo, n. 181, Roma, Newton Compton, 1994,  pp. 13-20, ISBN 887983455X.
- Joseph Sheridan Le Fanu, Lo spettro e il conciaossa, in La formula, collana Top Secret, traduzione di Roberta Formenti, n. 25, Garden Editoriale, 1997.
- Joseph Sheridan Le Fanu, Il fantasma e il conciaossa, in Gianni Pilo e Sebastiano Fusco (a cura di), Tra fantasmi e vampiri, collana Grandi Tascabili Economici, traduzione di Gianni Pilo, n. 439, Roma, Newton Compton, 1997, ISBN 8881837544.
- Joseph Sheridan Le Fanu, Lo spettro e il conciaossa, in Spettri da ridere, collana Einaudi Tascabili. Letteratura, traduttore non indicato, n. 574, Torino, Einaudi, 1998, ISBN 8806144928.
- Joseph Sheridan Le Fanu, Il fantasma e il conciaossa, in Gianni Pilo e Sebastiano Fusco (a cura di), Carmilla e altri racconti, collana Labirinti del terrore, traduzione di Gianni Pilo, n. 14, Roma, Gruppo Editoriale Newton, 1997, ISBN 8882899683.